# Riwaka

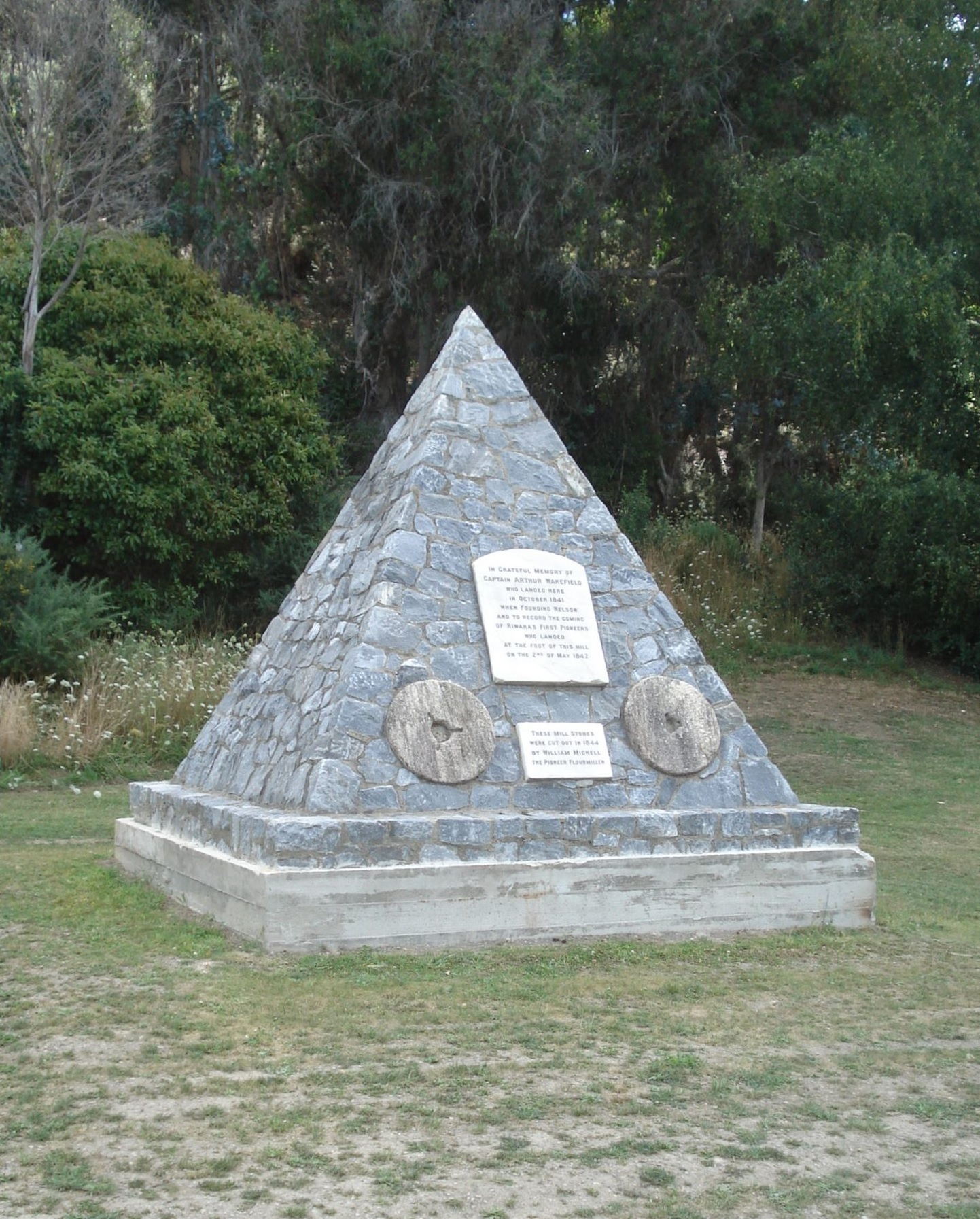
Das Wakefield Memorial in Riwaka

Riwaka ist ein Dorf im Tasman District auf der Südinsel von Neuseeland.

## Namensherkunft
Der Name des Dorfes stellt eine Verkürzung des Begriffes „Riuwaka“ dar, der in der Sprache der Māori aufgeteilt in „riu“ für Inneres oder Aushöhlung und „waka“ für Kanu steht.

## Geschichte
Im Oktober 1841 landete der englische Kapitän Arthur Wakefield bei Riwaka. Nach der Landung der ersten Siedler am 2. Mai 1842 entstand der Ort. In Erinnerung daran befindet sich in dem Ort das Wakefield Memorial, eine 4 m hohe Pyramide, das an die Landung des englischen Kapitäns und der darauf folgenden Landung der ersten Siedler erinnert.

## Geographie
Das Dorf befindet sich rund 5 km nördlich von Motueka und rund 2 km westlich der Mündung des Riuwaka River in die Tasman Bay / Te Tai-o-Aorere. Der New Zealand State Highway 60 führt auf seiner Route nach Nordwesten direkt durch das Dorf und bindet es auf direktem Weg mit der südlich liegenden Stadt Motueka an.

## Bevölkerung
Zum Zensus des Jahres 2013 zählte der Ort 867 Einwohner, 1,8 % mehr als zur Volkszählung im Jahr 2006.

## Wirtschaft
Die wichtigsten Einkommensquellen des Dorfes stellen die Landwirtschaft mit Obst- und Hopfenanbau dar sowie die Holzverarbeitung und Tätigkeiten in einer Fabrik für die Kalkherstellung.

## Persönlichkeiten
- Keith Holyoake (1904–1983), ehemaliger neuseeländischer Premierminister lebte in seiner Jugend in Riwaka.